# Diabolik (film 2021)
Diabolik è un film italiano del 2021 diretto dai Manetti Bros.
La pellicola è l'adattamento cinematografico del fumetto L'arresto di Diabolik (1963), creato da Angela e Luciana Giussani, e del fumetto L'arresto di Diabolik: il remake (2012), creato da Mario Gomboli e Tito Faraci.
Il film pone l'attenzione sul primo incontro tra il ladro mascherato Diabolik e la sua futura compagna e complice Eva Kant, avvenuto nel terzo albo (L'arresto di Diabolik) della serie originale. Si tratta della seconda trasposizione cinematografica per il personaggio, dopo il film omonimo del 1968 diretto da Mario Bava.
Il protagonista Diabolik è interpretato da Luca Marinelli, mentre Miriam Leone e Valerio Mastandrea sono rispettivamente Eva Kant e l'ispettore Ginko.

## Trama
Clerville, anni sessanta. La città è terrorizzata da un ladro tanto spietato quanto inafferrabile. Nessuno conosce la sua identità e il suo viso: di lui si conosce solo il soprannome, Diabolik e l'unica certezza è che chiunque abbia a che fare con lui muore. All'insaputa di tutti, Diabolik vive sotto l'identità di Walter Dorian in una elegante villa in compagnia della sua fidanzata Elisabeth Gay, totalmente ignara della sua doppia vita e che lo crede spesso assente per imprecisati "motivi di affari".
Un giorno in città arriva la bella e ricca Lady Eva Kant, portando con sé un prezioso gioiello, il Diamante Rosa, su cui Diabolik mette presto gli occhi. Mentre Lady Kant alloggia nel miglior albergo della città, Diabolik decide di tentare il colpo: uccide e si sostituisce al cameriere che il direttore aveva messo al servizio della donna e riesce a introdursi nella sua suite, ma proprio mentre apre la cassaforte viene colto sul fatto da Lady Kant: dopo averle puntato un coltello al collo, ella, per nulla terrorizzata, lo informa che il diamante è falso. L'originale lo ha venduto da tempo, insieme a tante altre cose, per pagare delle persone che la ricattavano poiché in possesso di informazioni compromettenti su di lei. Diabolik non le crede ma Eva, per tutta risposta, lo sfida a farlo esaminare. Incredulo e irritato, Diabolik prende il gioiello avvertendola che se avesse tentato di ingannarlo sarebbe tornato per ucciderla. Per contro, Eva gli chiede di riportarle il brillante una volta appurato il falso perché ne ha bisogno per i suoi eventi mondani (non volendo far nascere indiscrezioni sulla sua reale situazione finanziaria). Rientrato nel suo covo, Diabolik esamina il gioiello e si rende conto che Eva gli ha detto la verità: la pietra è un falso, seppur di fattura eccezionale.
Il giorno seguente Diabolik torna nella suite di Lady Kant sotto le sembianze del cameriere e le restituisce la pietra, ma Eva intuisce la reale identità dell'uomo che ha davanti e gli fa capire che vorrebbe incontrarlo di nuovo. Diabolik, incredulo che la donna non sia minimamente terrorizzata dalla sua presenza, si toglie la maschera. Tra i due è amore a prima vista e i due si baciano appassionatamente. Eva si dimostra una complice all'altezza quando il direttore dell'albergo irrompe in camera: Diabolik si nasconde in un armadio ed Eva riesce a coprirne la fuga, sfruttando la propria astuzia e la conoscenza del codice Morse.
Nel frattempo Elisabeth, insospettita da alcuni giorni per aver visto un uomo uscire da una botola sotto il giardino durante la notte, trova l'accesso ad un rifugio segreto e chiama la polizia. L'ispettore Ginko riesce a tendere una trappola e ad arrestare finalmente Diabolik. Al processo è presente in aula anche Eva: il criminale riesce a comunicare con lei nuovamente tramite il codice Morse (lui battendo le palpebre, lei picchiettando col dito sulla guancia) e le dà delle istruzioni per organizzare una fuga. Eva esegue il piano: usa il suo ascendente sul viceministro Giorgio Caron (suo spasimante e ricattatore che le impone di fidanzarsi ufficialmente con lui) per ottenere un colloquio a porte chiuse con il criminale, la sera prima della prevista esecuzione a seguito della condanna a morte da lui subita. Durante il colloquio Caron viene drogato e sostituito a Diabolik, che prende il posto del viceministro uscendo dal carcere. Poco prima dell'esecuzione Ginko intuisce la verità ma non riesce a fermare il boia in tempo e Giorgio Caron finisce ghigliottinato.
Eva e Diabolik sono liberi, pronti a iniziare una vita insieme. I due decidono di andare nella città portuale di Ghenf, dove si trova la banca in cui Giorgio Caron aveva depositato i proventi dei suoi ricatti. Diabolik organizza il colpo alla cassetta di sicurezza di Caron ma non fa partecipare Eva, dicendole che non è ancora pronta. La donna rileva nel colpo diverse complicazioni, previste e affrontate da Diabolik con grande freddezza, ma quando tutto sembra andato per il verso giusto Ginko riesce ancora una volta a raggiungerlo. Solo l'intervento di Eva (che contrariamente alle indicazioni non era rimasta a casa ad aspettare) salverà il criminale dall'arresto.
Qualche giorno dopo i due amanti sono in barca. Diabolik offre a Eva il vero Diamante Rosa, ritrovato nella cassetta di sicurezza di Giorgio Caron (che lo aveva acquistato da coloro che lo avevano comprato a Eva). Lei però lo getta in mare, dicendo che le ricorda un passato chiuso e spiacevole e che adesso la sua vita è con lui.

## Produzione
Nell'edizione 2018 delle Giornate Professionali di Cinema a Sorrento viene annunciata la realizzazione del film, prodotto da Mompracem e Rai Cinema in associazione con la casa editrice Astorina, detentrice dei diritti ed editore della serie a fumetti di Diabolik, e con il sostegno delle Film Commission di Emilia-Romagna, Friuli-Venezia Giulia e Valle d'Aosta.
L'idea di riportare Diabolik sul grande schermo a oltre mezzo secolo di distanza dall'unico precedente nasce dai registi e sceneggiatori Manetti Bros., grandi fan del fumetto, e incontra il favore di Mario Gomboli, direttore della Astorina, rimasto positivamente colpito da precedenti lavori dei Manetti quali L'ispettore Coliandro e Ammore e malavita, e che in merito alla genesi del progetto commentò: «quello che mi fece capire che finalmente avevo a che fare con le persone giuste fu la loro passione, la conoscenza del personaggio e delle sue peculiarità. Ho detto "finalmente" non a caso, memore di diverse infelici esperienze pregresse».

### Sceneggiatura

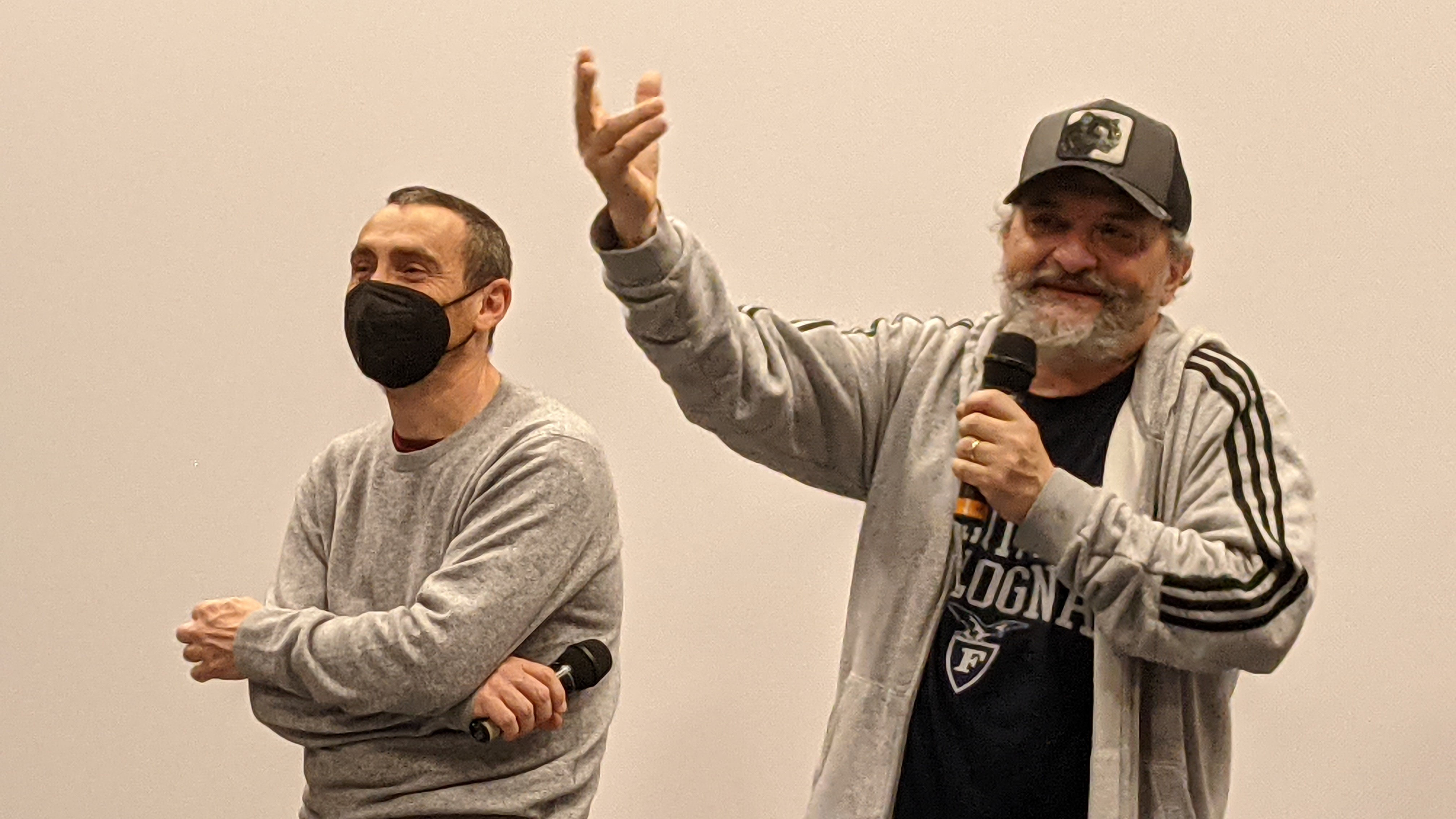
I Manetti Bros., registi, sceneggiatori e produttori di Diabolik, in occasione della presentazione del film al Cinema Galliera di Bologna (2022).

Nel marzo 2019, al Cartoomics di Rho, viene confermato il completamento del soggetto, scritto nei mesi precedenti dai Manetti Bros., dallo sceneggiatore Michelangelo La Neve e da Mario Gomboli, storico curatore del fumetto, e il proseguimento del lavoro sulla sceneggiatura.

### Cast
Nel giugno 2019 vengono annunciati i protagonisti: Luca Marinelli, Miriam Leone e Valerio Mastandrea, rispettivamente nei panni di Diabolik, Eva Kant e dell'ispettore Ginko.
Il mese seguente, nella cornice di Ciné a Riccione, i Manetti Bros. confermano l'entrata nel progetto di Serena Rossi oltreché l'intenzione di mettere assieme un cast composto interamente da attori italiani; in questo senso, nel settembre dello stesso anno vengono assegnati ruoli secondari a Claudia Gerini, Alessandro Roja, Vanessa Scalera, Luca Di Giovanni, Antonino Iuorio e Stefano Pesce.

### Riprese
Il 30 settembre 2019 sono iniziate le riprese del film; i registi avevano sottolineato come peculiarità di Diabolik la sua italianità rispetto ad altri fumetti del Paese, e alla possibilità quindi di girare la pellicola in ambienti italiani.
I primi tre giorni di girato si svolgono a Courmayeur, dal 30 settembre al 2 ottobre 2019; successivamente la produzione si sposta a Bologna, dove vengono girate scene esterne di un inseguimento in auto in via Marconi e scene interne presso il Grand Hotel Majestic; le riprese bolognesi si alternano a quelle presso Milano. Trieste viene adoperata per l'ambientazione della città marittima di Ghenf: in particolare, la stazione marittima viene usata per gli esterni della Banca Centrale di Ghenf. A dicembre il set si sposta a Mezzano, in provincia di Ravenna.
Il budget del film è stato di circa 10 milioni di euro.

## Colonna sonora
La colonna sonora del film è curata da Pivio e Aldo De Scalzi, storici collaboratori dei Manetti Bros., mentre Manuel Agnelli interpreta due canzoni originali: La profondità degli abissi e Pam pum pam.

## Promozione
Il 24 giugno 2020 viene diffuso il primo poster del film, mentre il primo teaser trailer è stato pubblicato il 16 ottobre 2020. Il 21 luglio 2021 viene reso disponibile il trailer esteso, mentre il successivo 14 ottobre i Manetti Bros. hanno mostrato alla Festa del Cinema di Roma i primi cinque minuti del film.

## Distribuzione
L'uscita del film nelle sale cinematografiche italiane, inizialmente fissata per il 31 dicembre 2020, è stata rimandata a causa della pandemia di COVID-19 e posticipata al 16 dicembre 2021, dopo esser stata presentata in anteprima il 15 dicembre come evento di chiusura della trentunesima edizione del Noir in Festival.

## Accoglienza

### Incassi
Diabolik ha debuttato nelle sale italiane con un incasso di 802 369 euro nel primo fine settimana di programmazione, posizionandosi al terzo posto, primo tra le produzioni italiane. L'incasso totale è stato di circa 3,1 milioni di euro in Italia, e di 3,2 milioni in tutto il mondo.

### Critica
Su Diabolik la critica italiana si è espressa in maniera contrastante.
Gabriele Niola di Wired ha stroncato la pellicola criticandone le scelte di recitazione, il ritmo e l'azione, lodando però la bravura di Valerio Mastandrea, il quale è riuscito a mettere in scena la determinazione tipica del personaggio di Ginko, la credibilità di Miriam Leone come Lady Kant, mentre ha definito la recitazione di Luca Marinelli ben riuscita ma fredda.
Diversa, invece, è l'opinione di Giulio Zoppello, di Esquire, che ha criticato il cast, per la loro scarsa somiglianza coi personaggi del fumetto e per la recitazione, la sceneggiatura troppo sbilanciata, i dialoghi superflui e la regia dei Manetti Bros., definita troppo pesante e priva d'energia.
Andrea Peduzzi, di IGN, ha assegnato al film un voto di 8,3 trovando azzeccata la scelta dei due registi di portare sul grande schermo la prima storia a vedere protagonista Eva Kant, apprezzando la fedeltà verso il fumetto in termini di estetica, taglio e linguaggio. Tuttavia lo stesso Peduzzi ha sottolineato come i dialoghi risultino stranianti per la loro natura didascalica e per la loro ripetitività.

## Riconoscimenti
- 2022 - David di Donatello[32]
  - Migliore canzone originale a Manuel Agnelli per La profondità degli abissi[33]
  - Candidatura per la migliore sceneggiatura non originale a Manetti Bros., Michelangelo La Neve
  - Candidatura per la migliore attrice protagonista a Miriam Leone
  - Candidatura per il miglior attore non protagonista a Valerio Mastandrea
  - Candidatura per il miglior musicista a Pivio e Aldo De Scalzi
  - Candidatura per la miglior scenografia a Noemi Marchica e Maria Michela De Domenico
  - Candidatura per i migliori costumi a Ginevra De Carolis
  - Candidatura per il miglior trucco a Francesca Lodoli
  - Candidatura per la miglior acconciatura a Luca Pompozzi
  - Candidatura per i migliori effetti speciali visivi a Simone Silvestri
  - Candidatura per il premio David Giovani
- 2022 - Nastro d'argento[34]
  - Migliore canzone originale a Manuel Agnelli per La profondità degli abissi[35]
  - Candidatura per la migliore attrice protagonista a Miriam Leone
  - Candidatura per la migliore fotografia a Francesca Amitrano
  - Candidatura per la migliore scenografia a Noemi Marchica
  - Candidatura per i migliori costumi a Ginevra De Carolis
  - Candidatura per il migliore montaggio a Federico Maria Maneschi
  - Candidatura per il migliore sonoro in presa diretta
  - Candidatura per la migliore colonna sonora a Pivio e Aldo De Scalzi
- 2023 - SIAE Music Awards
  - Candidatura per la miglior colonna sonora cinematografica[36]

## Sequel
Nell'aprile 2021, ancora prima della distribuzione dell'opera, la 01 Distribution ha annunciato la messa in cantiere di due sequel, le cui riprese hanno avuto inizio nell'ottobre dello stesso anno e si sono svolte contemporaneamente per le due storie; per via di un recasting, in queste pellicole il personaggio di Diabolik viene interpretato da Giacomo Gianniotti.
Il primo sequel, intitolato Diabolik - Ginko all'attacco!, è stato distribuito nelle sale dal 17 novembre 2022 mentre il terzo e ultimo capitolo della serie, Diabolik - Chi sei?, è stato distribuito dal 30 novembre 2023.